# Live in Vienna
Live in Vienna – album koncertowy King Crimson, wydany 27 września 2017 w Japonii nakładem Wowow Entertainment, Inc. oraz Discipline Global Mobile jako podwójny CD oraz 6 kwietnia następnego roku w Wielkiej Brytanii i Europie jako 3 CD.

## Album

### Historia
Obecny projekt rozpoczęliśmy w 2013 roku, z pierwszą trasą koncertową w 2014 roku, na każdej trasie dodajemy dwa lub trzy utwory – czasami są to zupełnie nowe kompozycje, coś napisanego przez Roberta, coś napisanego przeze mnie z Robertem, ale także sięgamy do poprzedniego katalogu.

W 2013 roku King Crimson powrócił do działalności w zmienionym składzie, aby jesienią następnego roku rozpocząć trasę koncertową. Na jego ówczesny repertuar złożyły się zarówno nowe jak i dawne utwory, wybierane z całej, prawie półwiecznej kariery. Dorobek zespołu po reaktywacji został udokumentowany wyłącznie za pomocą nagrań na żywo, zgodnie z twierdzeniem jedynego pozostałego współzałożyciela zespołu, gitarzysty i klawiszowca Roberta Frippa, że albumy studyjne King Crimson są „listami miłosnymi”, zaś nagrania na żywo – „gorącymi randkami”. Zespół wydał wówczas takie albumy jak Live at the Orpheum (2015), Live in Toronto: Queen Elizabeth Theatre, November 20, 2015 (2016) oraz wydany w tym samym roku trzypłytowy Blu-ray (i/lub dwupłytowy DVD) Radical Action, będący podsumowaniem audio/wideo zespołu z 2015 roku.
1 grudnia 2016 roku King Crimson dał koncert w wiedeńskim MuseumsQuartier. Nagranie ukazało się jesienią 2017 roku w Japonii jako podwójna płyta kompaktowa uzupełniona trzecią, zawierającą wybór utworów z trasy koncertowej zespołu po Japonii w 2015 roku. Pełny, trzypłytowy zestaw koncertowy ukazał się w Wielkiej Brytanii w roku 2018. Zespół zrezygnował z oryginalnego japońskiego trzeciego dysku dając zamiast niego Encores & Expansions, złożoną z sześciu utworów serię pejzaży dźwiękowych połączonych w nowe sekwencje. Zostały one zaczerpnięte z muzyki wprowadzającej (komponowanej lub improwizowanej na nowo dla każdego wieczoru) z udziałem Roberta Frippa, Mela Collinsa i Tony’ego Levina. Ponadto znalazł się tam po raz pierwszy utwór „Fracture”, wykonany na żywo w 2016 roku w Kopenhadze.

### Lista utworów

#### Wydanie japońskie
Lista i informacje według Discogs:

##### CD 1 Live in Vienna 2016
1. Walk On – Soundscapes. Monk Morph Music Of The Chamber
2. The Hell Hounds of Krim
3. Pictures Of A City
4. Dawn Song
5. Suitable Grounds for the Blues
6. VROOOM
7. The ConstruKction of Light
8. The Court Of The Crimson King
9. The Letters
10. Sailor's Tale
11. Interlude
12. Meltdown
13. Radical Action II
14. Level Five

##### CD 2 Live in Vienna 2016
1. Fairy Dust Of The Drumsons
2. Peace
3. Cirkus
4. Indiscipline
5. Epitaph
6. Easy Money
7. Devil Dogs of Tessellation Row
8. Red
9. Meltdown
10. Larks’ Tongues In Aspic Part Two
11. Starless
12. Heroes
13. 21st Century Schizoid Man

##### CD 3 Live in Japan 2015
1. Walk On: Soundscape
2. Larks’ Tongues in Aspic, Part One
3. One More Red Nightmare
4. A Scarcity Of Miracles
5. Banshee Legs Bell Hassle
6. Radical Action (To Unseat The Hold Of Monkey Mind)
7. Meltdown
8. Radical Action II
9. Peace
10. The Talking Drum
11. 21st Century Schizoid Man
12. Islands

#### Wydanie europejskie
Lista i informacje według Discogs:

##### 1 Live in Vienna
| 1.  | Walk On: Monk Morph Music Of The Chamber (Collins, Fripp, Levin) | 2:29    |
|     |                                                                  |         |
| 2.  | The Hell Hounds Of Krim (Harrison, Rieflin, Mastelotto)          | 3:39    |
|     |                                                                  |         |
| 3.  | Pictures Of A City (Fripp, Sinfield)                             | 8:40    |
|     |                                                                  |         |
| 4.  | Dawn Song (Fripp, Sinfield)                                      | 2:19    |
|     |                                                                  |         |
| 5.  | Suitable Grounds For The Blues (Jakszyk, Fripp)                  | 4:46    |
|     |                                                                  |         |
| 6.  | VROOOM (Belew, Fripp, Levin, Gunn, Bruford, Mastelotto)          | 5:13    |
|     |                                                                  |         |
| 7.  | The ConstruKction Of Light (Belew, Fripp, Gunn, Mastelotto)      | 6:37    |
|     |                                                                  |         |
| 8.  | The Court Of The Crimson King (McDonald, Sinfield)               | 7:18    |
|     |                                                                  |         |
| 9.  | The Letters (Fripp, Sinfield)                                    | 6:14    |
|     |                                                                  |         |
| 10. | Sailor's Tale (Fripp)                                            | 6:18    |
|     |                                                                  |         |
| 11. | Interlude (Fripp)                                                | 2:45    |
|     |                                                                  |         |
| 12. | Radical Action II (Fripp)                                        | 2:15    |
|     |                                                                  |         |
| 13. | Level Five (Belew, Fripp, Gunn, Mastelotto)                      | 7:28    |
|     |                                                                  |         |
|     |                                                                  | 1:06:01 |
|     |                                                                  |         |

##### 2 Live in Vienna
| 1.  | Fairy Dust Of The Drumsons (Harrison, Stacey, Mastelotto)      | 1:42    |
|     |                                                                |         |
| 2.  | Peace (Fripp, Sinfield)                                        | 1:54    |
|     |                                                                |         |
| 3.  | Cirkus (Fripp, Sinfield)                                       | 7:32    |
|     |                                                                |         |
| 4.  | Indiscipline (Belew, Fripp, Levin, Bruford)                    | 8:50    |
|     |                                                                |         |
| 5.  | Epitaph (Fripp, McDonald, Lake, Giles, Sinfield)               | 8:47    |
|     |                                                                |         |
| 6.  | Easy Money (Fripp, Wetton, Palmer-James)                       | 10:07   |
|     |                                                                |         |
| 7.  | Devil Dogs Of Tessellation Row (Harrison, Rieflin, Mastelotto) | 3:03    |
|     |                                                                |         |
| 8.  | Red (Fripp)                                                    | 6:41    |
|     |                                                                |         |
| 9.  | Meltdown (Jakszyk, Fripp)                                      | 4:16    |
|     |                                                                |         |
| 10. | Larks' Tongues In Aspic Part Two (Fripp)                       | 7:00    |
|     |                                                                |         |
| 11. | Starless (Cross, Fripp, Wetton, Bruford, Palmer-James)         | 13:03   |
|     |                                                                |         |
|     |                                                                | 1:12:55 |
|     |                                                                |         |

##### 3 Live in Vienna: Encores & Expansions
| 1. | Heroes (Bowie, Eno)                                                | 5:23  |
|    |                                                                    |       |
| 2. | Fracture                                                           | 10:56 |
|    |                                                                    |       |
| 3. | 21st Century Schizoid Man (Fripp, McDonald, Lake, Giles, Sinfield) | 13:07 |
|    |                                                                    |       |
| 4. | Schoenberg Softened His Hat (Collins, Fripp, Levin, Singleton)     | 11:45 |
|    |                                                                    |       |
| 5. | Ahriman's Ceaseless Corruptions (Collins, Fripp, Levin, Singleton) | 6:04  |
|    |                                                                    |       |
| 6. | Spenta's Counter Claim (Collins, Fripp, Levin, Singleton)          | 0:58  |
|    |                                                                    |       |
|    |                                                                    | 48:13 |
|    |                                                                    |       |

### Muzycy
- Robert Fripp – gitary i instrumenty klawiszowe, miksowanie, produkcja
- Jakko Jakszyk – gitara, śpiew
- Tony Levin – gitary basowe, Chapman stick, zdjęcia
- Mel Collins – saksofony i flet
- Pat Mastelotto – perkusja
- Jeremy Stacey – perkusja, instrumenty klawiszowe
- Gavin Harrison – perkusja

### Personel techniczny
- Chris Porter – inżynier dźwięku, miksowanie
- David Singleton – miksowanie, produkcja, zdjęcia wewnątrz,
- Ben Singleton – logo zespołu
- Dave Salt – zdjęcie na awersie okładki
- Hugh O’Donnell – design i layout

koncert z 1 grudnia 2016,  MuseumsQuartier, Halle E

## Odbiór

### Opinie krytyków
John Kelman z magazynu All About Jazz ocenił wysoko album dając mu cztery i pół gwiazdki (na pięć). Jego zdaniem „atrakcyjność Live in Vienna [wydanie brytyjskie] jest ogromna, a studyjny miks głównego koncertu zapewnia również nieskazitelną czystość, której dorównują tylko Radical Action, Live in Toronto i krótszy, Live at the Orpheum”. Zespół w piątym roku koncertowania od powrotu do aktywności w 2013 roku „wydaje się być coraz lepszy z każdym mijającym rokiem” osiągając na Live in Vienna „idealną równowagę między postprodukcją dźwięku a potężnym, piekielnym występem wypełnionym przenikliwą mocą i olśniewającym pięknem”.
Według Konrada Sebastiana Morawskiego z Magazynu Gitarzysta Live in Vienna jest „niezwykle doniosłym, przekrojowym jeśli chodzi o dyskografię King Crimson, wiwatem na temat rocka progresywnego. (…) Koncert wypełniony fantastycznymi improwizacjami wywołuje ogromne wrażenie”. Autor podkreśla „bardzo dobrą jakość brzmienia, żywo reagującą publiczność, a także liczne niespodzianki podczas koncertu.

### Listy tygodniowe
| Kraj              | Lista              | Pozycja |
| ----------------- | ------------------ | ------- |
| Austria           | Ö3 Austria Top 40  | 50      |
| Stany Zjednoczone | Independent Albums | 36      |
| Włochy            | FIMI               | 84      |